# Onslow Stevens

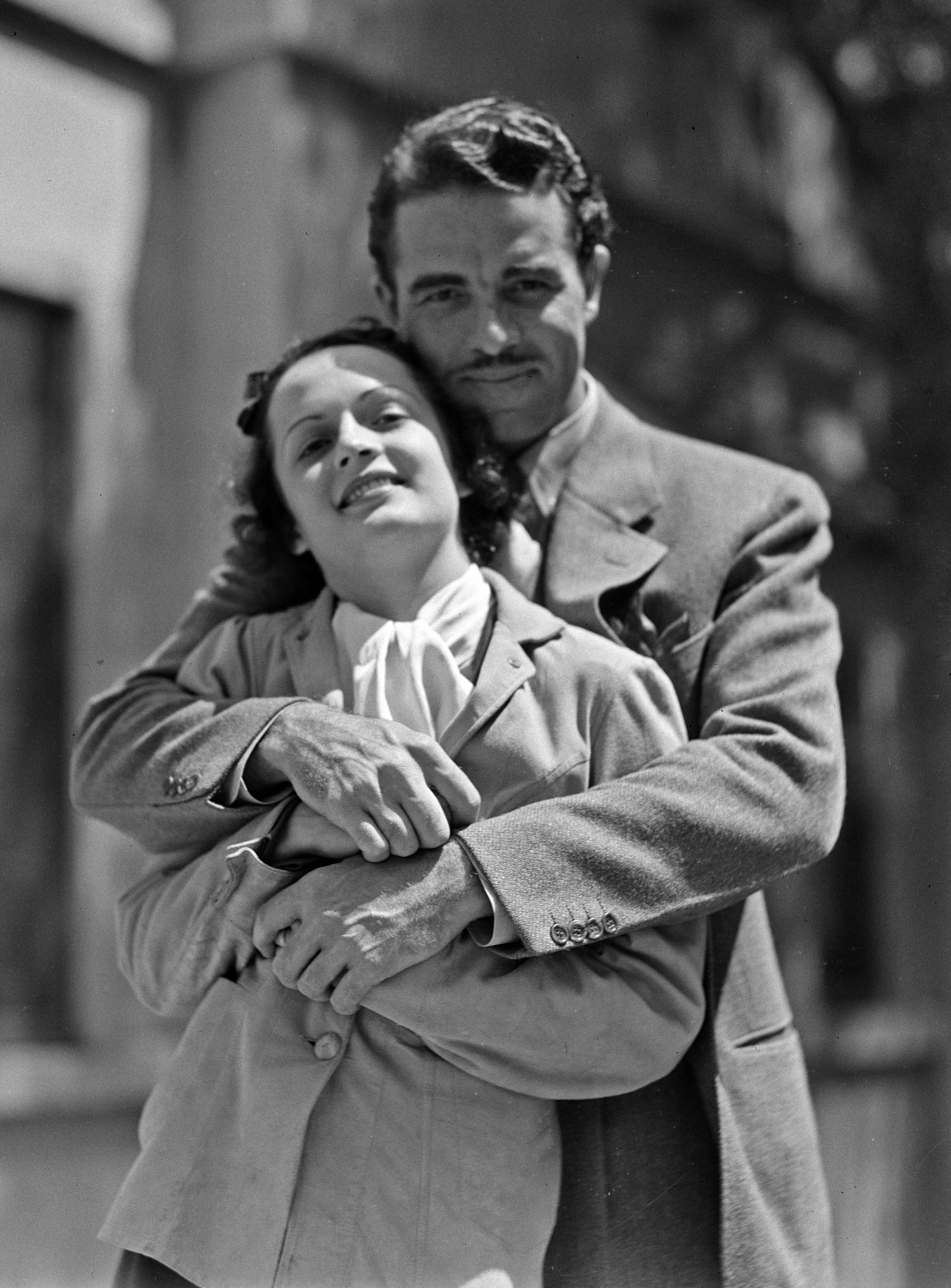
Onslow Stevens mit seiner damaligen Ehefrau Phyllis Cooper (1934)

Onslow Ford Stevenson (* 29. März 1902 in Los Angeles, Kalifornien; † 5. Januar 1977 in Van Nuys, Los Angeles, Kalifornien) war ein US-amerikanischer Schauspieler.

## Leben
Onslow Ford Stevenson war der Sohn des Schauspielers Houseley Stevenson sowie Bruder der Schauspieler Houseley Stevenson junior und Edward Stevenson. Ab Mitte der 1920er Jahre arbeitete er gemeinsam mit seiner Familie am Pasadena Community Playhouse, wo er am Theater debütierte. Anschließend zog er nach New York City, wo er am Broadway spielte. Sein Filmdebüt gab er in dem 1931 erschienenen und von Richard Boleslawski inszenierten Filmdrama The Gay Diplomat in einer kleinen Nebenrolle an der Seite von Betty Compson und Purnell Pratt. Bis einschließlich 1962 war er in mehr als 120 Produktionen zu sehen, in den 1950er und 1960er Jahren vor allem in verschiedenen Fernsehserien.
Stevens erlitt 1977 einen Hüftbruch und starb danach im Alter von 74 Jahren an den Folgen einer Lungenentzündung in einem Pflegeheim. Er war viermal verheiratet. Stevens hat seinen Stern auf dem  Hollywood Walk of Fame am 6349 Hollywood Boulevard.

## Filmografie (Auswahl)

### Filme
- 1931: The Gay Diplomat
- 1932: Der weiße Häuptling (The Golden West)
- 1932: Radio-Polizei-Patrouille (Radio Patrol)
- 1932: Das Dschungelgeheimnis (Jungle Mystery)
- 1933: Der Staranwalt von Manhattan (Counsellor at Law)
- 1933: Eine Frau vergisst nicht (Only Yesterday)
- 1934: Der Schatten des Mr. Stanfield (The Vanishing Shadow)
- 1935: Spiel mit dem Feuer (Grand Exit)
- 1935: Life Returns
- 1936: Unter zwei Flaggen (Under Two Flags)
- 1936: Verbrecherjagd (Murder with Pictures)
- 1939: When Tomorrow Comes
- 1940: Mystery Sea Raider
- 1945: Draculas Haus (House of Dracula)
- 1946: Feuer am Horizont (Canyon Passage)
- 1948: Achtung! Atomspione! (Walk a Crooked Mile)
- 1948: Die Geliebte des Marschalls (The Gallant Blade)
- 1948: Die Nacht hat tausend Augen (Night Has a Thousand Eyes)
- 1949: Bomba, der Dschungel-Boy (Bomba the Jungle Boy)
- 1950: Diamantenjagd im Urwald (Mark of the Gorilla)
- 1951: Burg der Rache (Lorna Doone)
- 1951: Sirocco – Zwischen Kairo und Damaskus (Sirocco)
- 1952: Menschenjagd in San Francisco (The San Francisco Story)
- 1953: Der brennende Pfeil (The Charge at Feather River)
- 1954: Formicula (Them!)
- 1954: Sie ritten nach Westen (They Rode West)
- 1955: Pantherkatze (New York Confidential)
- 1956: Die zehn Gebote (The Ten Commandments)
- 1956: Du oder ich (Outside the Law)
- 1956: Mein Wille ist Gesetz (Tribute to a Bad Man)
- 1958: Brückenkopf Tarawa (Tarawa Beachhead)
- 1958: Das Leben ist Lüge (Lonelyhearts)
- 1958: König der Freibeuter (The Buccaneer)
- 1960: Früchte einer Leidenschaft (All the Fine Young Cannibals)
- 1962: Immer Punkt 7 (The Couch)

### Fernsehserien
- 1952–1953: Schlitz Playhouse of Stars (zwei Folgen)
- 1953–1956: The Ford Television Theatre (drei Folgen)
- 1954–1955: City Detective (drei Folgen)
- 1956–1959: Playhouse 90 (zwei Folgen)
- 1957–1958: The Court of Last Resort (zwei Folgen)
- 1958–1960: Wagon Train (vier Folgen)